# Bundeena
Bundeena ist ein Dorf und Vorort am Rande des südlichen Sydneys im Bundesstaat New South Wales, Australien. Bundeena liegt 29 Kilometer südlich des Zentrums von Sydney und gehört zur Verwaltungsregion Sutherland Shire. Bei der Volkszählung 2021 lebten 2103 Menschen in Bundeena.

## Geographie
Bundeena grenzt an das Dorf Maianbar und liegt an der Südseite des Port Hacking, gegenüber den Vororten Cronulla und Burraneer. Das Dorf ist vom Royal-Nationalpark umgeben.
Die Strände von Bundeena sind Jibbon Beach, Gunyah Beach, Horderns Beach und Bonnie Vale Beach. Cabbage Tree Creek und The Basin trennen Bundeena vom Dorf Maianbar. Ein Wanderweg und eine Fußgängerbrücke verbinden die beiden Dörfer. Bonnie Vale ist auch einer der wenigen Campingplätze im Royal-Nationalpark.

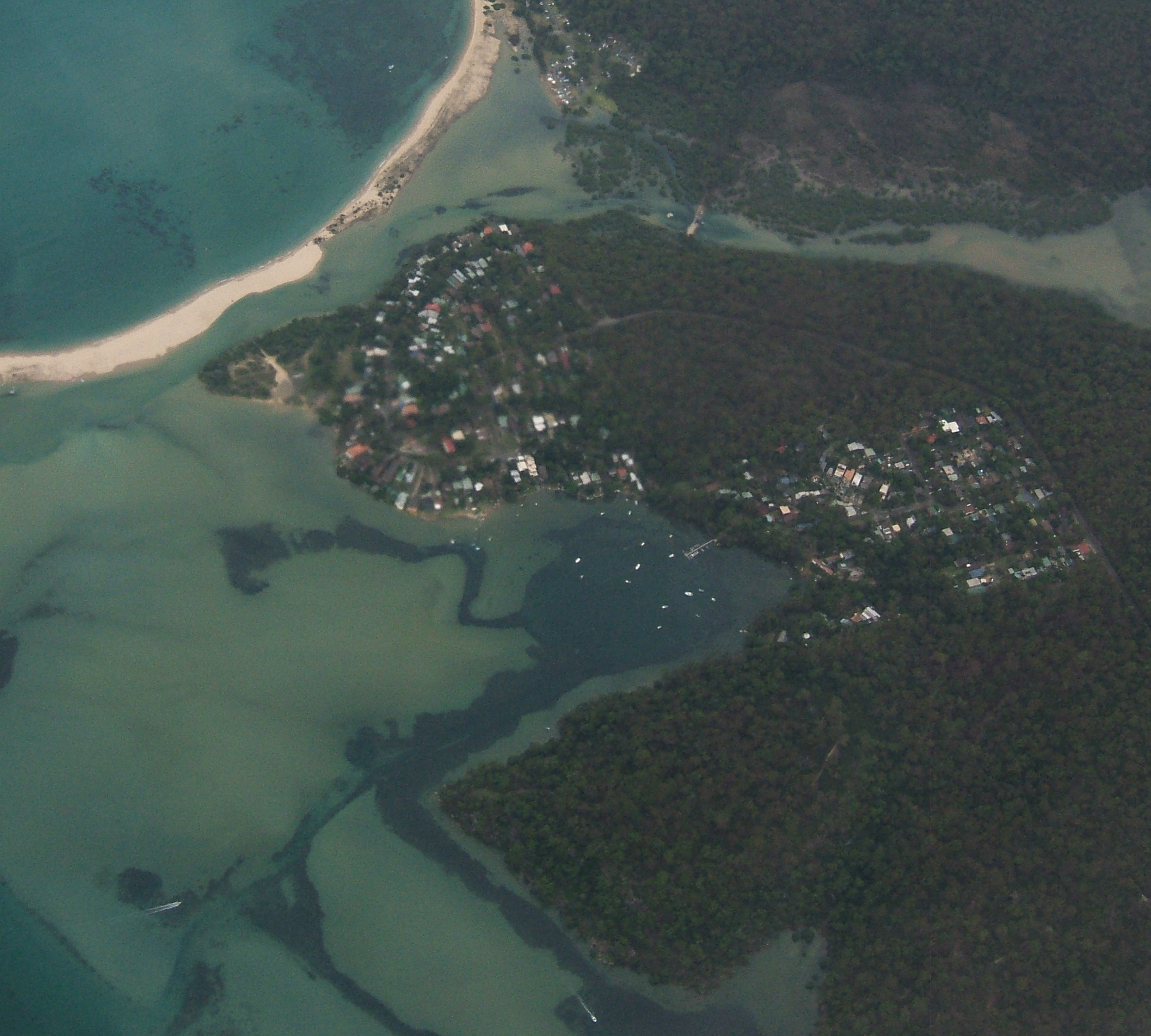
Luftbild mit Blick nach Südosten. Die drei Halbinseln, von links nach rechts, sind Yenabilli, Maianbar und Bundeena

## Geschichte
Bundeena ist ein Aborigine-Wort, das „Geräusch wie Donner“ bedeutet (vermutlich in Bezug auf das Geräusch der Wellen, die an den Horderns Beach schlagen). Felsgravuren der Aborigines, die von den Tharawal-Völkern angefertigt wurden, sind am Jibbon Head zu finden.
Bass und Flinders untersuchten das Gebiet 1796 und kamen zu dem Schluss, dass es sich nicht für eine Besiedlung eignete. 1815 gab es Berichte über Kriminelle in der Region um den Cabbage Tree Creek, die heimlich Alkohol produzierten und die Höhlen entlang der Küste zur Lagerung nutzten.
Der erste autorisierte weiße Siedler in Bundeena, Owen Byrne, erhielt 1832 Land an diesem Ort. George Simpson erhielt 1863 einen Land-grant im angrenzenden Bonnie Vale. In den 1870er Jahren eröffnete Simpsons Sohn William das Simpson’s Hotel in dem Gebiet, das heute als Simpsons Bay bekannt ist. Das Sandsteinhaus „Simpson’s House“ (1870er Jahre) steht noch heute auf dem Gelände des heutigen Bonnie Vale Campingplatzes.
1890 wurde ein Pier gebaut, und W. A. Hodgkinson führte 1908 einen Schiffsservice von Gunnamatta Bay aus durch. Kapitän R. R. Ryall begann 1915 den Fährverkehr zwischen Cronulla und Bundeena. Der Pier wurde 1920 neu errichtet. Der erste Laden des Bezirks nahm Anfang der 1930er Jahre den Betrieb auf. Die Bundeena Public School wurde am 14. September 1948 eröffnet.

## Bevölkerung
Laut der Volkszählung von 2021 lebten in Bundeena 2103 Einwohner. 73,5 % der Bevölkerung wurden in Australien geboren. Das nächsthäufigste Geburtsland war England mit 6,7 %. 88,6 % der Menschen sprachen zu Hause nur Englisch. Die häufigsten Religionszugehörigkeiten waren „Keine Religion“ (48,3 %), katholisch (18,8 %) und anglikanisch (13,0 %).